# Pony Express (filme)
Pony Express é um filme estadunidense de 1953, do gênero faroeste, dirigido por Jerry Hopper.

## Sinopse
Uma dupla de criminosos se transformam em lendas do Velho Oeste ao vencer a batalha contra os índios cheyenne, os donos das diligências e os líderes dos movimentos separatistas.

## Elenco
- Charlton Heston .... William Frank 'Buffalo Bill' Cody
- Rhonda Fleming .... Evelyn Hastings
- Forrest Tucker .... Wild Bill Hickok
- Jan Sterling .... Denny Russell
- Michael Moore .... Rance Hastings
- Porter Hall .... Jim Bridger
- Richard Shannon .... Red Barrett
- Henry Brandon .... Joe Cooper
- Stuart Randall .... Pemberton
- Lewis Martin .... Sargento Russell
- Pat Hogan .... Chefe Yellow Hand
- Eric Alden .... Miller
- Howard Joslin .... Harvey